# 1925 v hudbě
Tento článek obsahuje události související s hudbou, které proběhly v roce 1925.

## Narození
- 16. února – Carlos Paredes, portugalský kytarista († 23. července 2004)
- 26. března – Pierre Boulez, francouzský hudební skladatel a dirigent
- 14. dubna – Gene Ammons, americký saxofonista († 23. července 1974)
- 2. května – Svatopluk Havelka, český hudební skladatel († 24. února 2009)
- 28. května – Pavel Štěpán, český klavírista († 30. září 1998)
- 6. července – Bill Haley, americký zpěvák († 9. února 1981)
- 30. července – Antoine Duhamel, francouzský hudební skladatel
- 3. srpna – Dom Um Romão, brazilský bubeník († 27. července 2005)
- 15. srpna – Oscar Peterson, kanadský klavírista († 23. prosince 2007)
- 1. září – Art Pepper, americký saxofonista († 15. července 1982)
- 2. září – Russ Conway, britský klavírista († 16. listopadu 2000)
- 6. září – Jimmy Reed, americký bluesový hudebník († 29. srpna 1976)
- 16. září – B. B. King, americký bluesový kytarista a zpěvák
- 26. září – Marty Robbins, americký zpěvák († 8. prosince 1982)
- 15. října – Mickey Baker, americký kytarista († 27. listopadu 2012)
- 29. října – Zoot Sims, americký saxofonista († 23. března 1985)
- 30. října – Tom Dowd, americký hudební producent († 27. října 2002)
- 10. prosince – Zdeněk Šesták, český hudební skladatel
- 19. prosince – Robert B. Sherman, americký hudební skladatel († 5. března 2012)

## Úmrtí
- 6. ledna – Josef Quido Lexa, český hudební skladatel (* 15. prosince 1891)
- 6. února – Karel Emanuel Macan, český hudební skladatel (* 25. prosince 1858)
- 6. května – Eduard Marhula, český hudební skladatel a varhaník (* 8. prosince 1877)
- 1. července – Erik Satie, francouzský hudební skladatel a klavírista (* 17. května 1866)